# Torwozaur
Torwozaur (Torvosaurus) – rodzaj dinozaura drapieżnego.

## Nazwa
Torvosaurus oznacza okrutny, bestialski lub dziki jaszczur (od łacińskich słów torvus i saurus), co oddaje przypuszczalny styl życia tego stworzenia.

## Wielkość
- Długość: 10-11.9 metrów[1][2]
- Szacunkowa masa: 2-3 tony

W Portugalii odkryto szczątki zwierzęcia opisanego jako Torvosaurus gurneyi Szczątki czaszki odkryte w 2006 r. - maxilla (630 mm) i ząb (127 mm) - sugerują, że długość czaszki owego zwierzęcia wynosiła około 115 cm i portugalski gatunek mógł być podobnych lub nieco większych rozmiarów od jego amerykańskiego krewniaka (10 - 11.7 m) - prawdopodobnie był to największy, znany nam, jurajski teropod (obok allozaura/epanteriasa i zaurofaganaksa). 

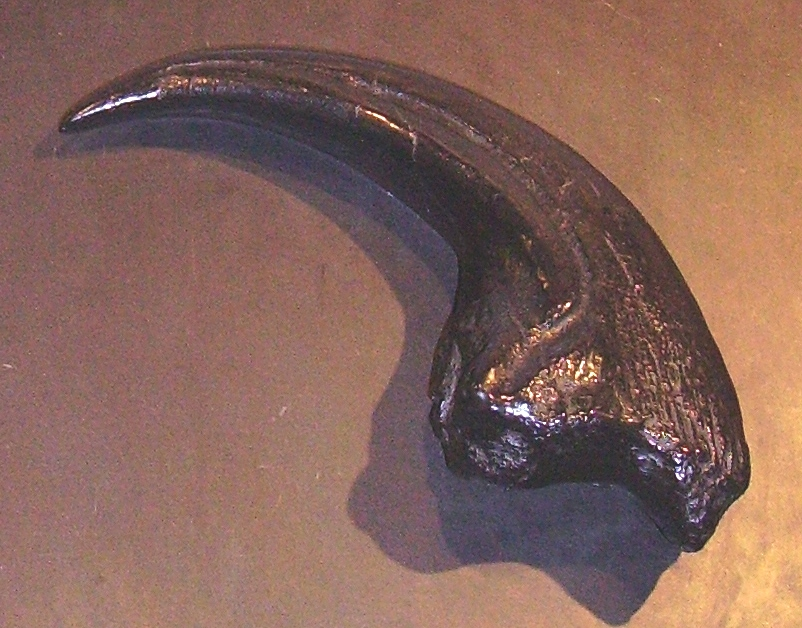
Pazur

## Występowanie
Żył w Ameryce Północnej i prawdopodobnie dzisiejszej Portugalii 145 milionów lat temu (późna jura).

## Odkrycie
Odnaleziony przez Jamesa A. Jensena i Kennetha Stadtmana w formacji Morrison w Kolorado w 1972 r. Nazwa rodzajowa i gatunkowa nadane zostały 7 lat później przez Jensena i Petera M. Galtona.
Nie dysponujemy dziś kompletnym szkieletem tego dinozaura. Znaleziono jedynie m.in. kości kończyny przedniej, czaszki i biodra.

## Systematyka
- Dinosauria
- Saurischia
- Theropoda
- Megalosauridae
- Torvosaurus

Klasyfikacja ta nie jest pewna, aczkolwiek wydaje się najodpowiedniejsza w świetle dzisiejszej wiedzy.

## Opis
Jeden z największych mięsożerców swego okresu. Z wyglądu przypominał raczej słabo spokrewnonego z nim tyranozaura, od którego miał większe kończyny przednie.

## Gatunki[3]
- Torvosaurus tanneri
- Torvosaurus gurneyi